# Trouble (chanson de Coldplay)
Pour les articles homonymes, voir Trouble.
Singles de Coldplay
Yellow
(2000) Don't Panic
(2001)
Pistes de Parachutes
Yellow Parachutes
Trouble est le troisième single du groupe de rock alternatif Coldplay, issu de leur premier album Parachutes, sorti le 26 octobre 2000 au Royaume-Uni et le 18 décembre 2001 aux États-Unis. Il a atteint la 10e position aux UK Singles Chart, devenant ainsi le second single à entrer dans le top 10 au Royaume-Uni. 
Même si Trouble n'est pas entré dans la plupart des classements de singles aux États-Unis, la presse lui a accordé presque autant de succès que leur précédent single Yellow. 
Deux clips vidéo différents sont sorties pour la chanson, un pour l'Europe, l'autre pour les États-Unis.

## Production et composition
Selon le chanteur de Coldplay Chris Martin, Trouble a été écrite selon son propre comportement. Il se souvient, « [qu']il y avait de mauvaises choses qui se passaient au sein du groupe... la chanson parle de mauvais comportement envers quelqu'un que l'on aime en réalité beaucoup et c'était certainement ce que je faisais à certains membres du groupe. » Il a ajouté qu'il était temps d'arrêter d'agir comme un idiot,.
Le producteur anglais Ken Nelson et le groupe ont produit ensemble Trouble pour le premier album du groupe. La chanson a été enregistrée quatre fois avant que le groupe ne se décide sur la prise qu'il voulait garder. La dernière prise a été enregistrée dans Pro Tools avec un shaker pour créer le rythme de la chanson. Cependant, le groupe a opté pour les trois premières versions. Pour la piste de la face B, Will Champion a joué de la batterie et Chris Martin était au piano ; après la basse, Jon Buckland a ajouté la partie jouée à la guitare. En enregistrant le piano, le groupe a utilisé deux microphones, l'un enregistrant des sons plus aigus, l'autre plus graves. Ken Nelson, qui voulait que la chanson reste simple, a opté pour les sons plus graves quand Trouble a été mixée.
Trouble a été mixée à New York par Michael Brauer. La version initiale du mix a été jugée par le groupe et Ken Nelson de qualité inférieure à ce qu'il désirait et a donc du être remixée. Selon Ken Nelson, « les voix étaient trop compressées et le piano trop aigu. » Cependant, il n'en a pas voulu à Michael Brauer car il n'était pas présent durant la séance de mixage puisqu'ils étaient en train d'enregistrer l'album. 
Comme la chanson Yellow où le mot yellow est répété, Chris Martin a écrit Trouble en usant de la répétition du mot trouble ("problème" en français). Les paroles de la chanson tournent autour de plusieurs thèmes émotionnels comme les excuses, l'amour non partagé, la nostalgie. D'autre part, la chanson a été définie comme minimaliste. Trouble est construit autour du piano avec en arrière-plan une caisse claire mixée très bas. Les parties de caisse claire sont presque inaudibles quand elles sont couplées avec les parties jouées à la guitare.

## Sortie et succès

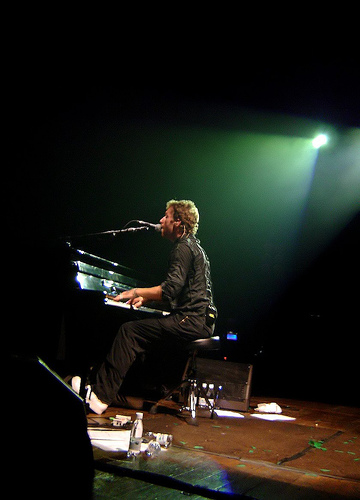
Chris Martin jouant Trouble au piano pendant un concert au Brésil, février 2007

Trouble est sortie le 26 octobre 2000 au Royaume-Uni et le 18 décembre 2001 aux États-Unis en tant que troisième single de l'album Parachutes. Une édition limitée du single est également sorti, contenant un remix de Yellow et Have Yourself a Merry Little Christmas. Il a été édité à 1 000 copies destinées uniquement aux fans et aux journalistes. Un EP est sorti durant l'été 2001, Trouble: Norwegian Live EP.
Comme leurs autres chansons, Coldplay a refusé plusieurs offres pour utiliser Trouble en tant qu'outil promotionnel. En 2004, le groupe a refusé une offre de plusieurs millions d'euros de la part de Coca-Cola Light et Gap pour utiliser cette chanson et Don't Panic, le quatrième single de l'album. Le groupe a demandé à Phil Harvey de ne plus leur parler de telles offres car « une discussion pourrait mener à un compromis. » L'acteur américain Sylvester Stallone était également intéressé par l'idée d'utiliser la chanson pour la bande originale de son film Driven sorti en 2001, mais le groupe a également refusé,.
Trouble a été un succès commercial. Il a atteint la dixième place aux UK Singles Chart, en faisant la seconde chanson de Coldplay à entrer dans le top 10 au Royaume-Uni après Yellow. En dehors des précédents succès commerciaux des singles sortis, la performance de Trouble a été attribuée aux « ventes colossales » de l'album Parachutes au Royaume-Uni.
Le succès du single a encore progressé quand le groupe anglais Lost Witness a fait une reprise de cette chanson, qui est devenue un « hymne dance floor improbable. » Avec trois singles publiés et bien accueillis, le groupe a décidé d'abandonner leur projet initial de sortir Don't Panic en tant que quatrième single de l'album, jugeant que trois singles étaient suffisants pour un album au Royaume-uni. Cependant, Don't Panic est quand même sorti dans certaines parties de l'Europe, notamment en France.
Aux États-Unis, le single a presque aussi bien marché que Yellow. Il a atteint la 23e place dans le classement Billboard Adult Top 40 et 28e dans le Billboard Modern Rock Tracks. Chris Martin a déclaré qu'ils avaient échappé à un tube d'une fois. Le groupe pensait que le single ne pourrait pas marcher aux États-Unis, le jugeant trop "mauvais".
En 2003, la chanson est également sortie sur l'album live de Coldplay Live 2003.

## Clips vidéo
La version originale européenne du clip de Trouble a été réalisée par Sophie Muller et a été tournée dans un ranch à Newhall en Californie. Le clip a été réalisé à la façon d'un western dans lequel Chris Martin est prisonnier dans un entrepôt sombre, ligoté à une chaise et entouré de voitures dans le froid. Les autres membres du groupe apparaissent à l'étage, filmés au ralenti. Jon Buckland et Will Champion maintiennent le bassiste Guy Berryman, l'attachant à une autre chaise et le forçant à regarder devant lui. La chaise de Chris Martin finit par se renverser sur le côté. Il chante les dernières paroles de la chansons dans cette position : « They spun a web for me... » (en français : « Ils ont tissé une toile pour moi... »), avant que l'obscurité ne soit remplacée brusquement par la lumière du jour. Un magnifique lever de soleil se dévoile, mais la caméra bouge et révèle un décor en carton pâte représentant le lever de soleil placé derrière Chris Martin toujours attaché à la chaise.
Une version américaine du clip a également été réalisée, par Tim Hope. Ce clip poursuit l'idée du clip de Don't Panic en montrant le groupe en deux dimensions. Le groupe est à bord d'une charrue tirée par un cheval qui traverse une forêt. Au sommet d'une montagne, une femme arrose ses plantes à l'intérieur d'une maison. Un petit corbeau s'envole de la charrue vers la maison, où il se transforme en une bête menaçante. Il s'envole au-dessus de la maison et se transforme en nuage noir qui déverse de la pluie sur le paysage. La pluie forme des petits trous en tombant et des plumes de corbeau germent des trous. Finalement, une tornade emporte la maison et la soulève de ses fondations dévoilant un paysage plus urbain. Tim Hope a reçu pour cette vidéo un MTV Video Music Award de la meilleure direction artistique en 2002. Le clip a également été nommé dans la catégorie Breakthrough Video.

## Liste des pistes
1. Trouble – 4:30
2. Brothers and Sisters – 4:50
3. Shiver (Jo Whiley's Lunchtime Social) – 4:23

## Classements hebdomadaires
| Classement (2000-2001)                 | Meilleure position |
| -------------------------------------- | ------------------ |
| Écosse (OCC)                           | 10                 |
| États-Unis (Adult Alternative Airplay) | 4                  |
| États-Unis (Adult Top 40)              | 23                 |
| États-Unis (Modern Rock Tracks)        | 28                 |
| France (SNEP)                          | 60                 |
| Italie (FIMI)                          | 16                 |
| Nouvelle-Zélande (RMNZ)                | 36                 |
| Pays-Bas (Nederlandse Top 40)          | 38                 |
| Pays-Bas (Single Top 100)              | 67                 |
| Royaume-Uni (UK Singles Chart)         | 10                 |
| Royaume-Uni (UK Rock Chart)            | 1                  |
| Suisse (Schweizer Hitparade)           | 76                 |

## Certifications
| Pays              | Certification | Unités certifiées |
| ----------------- | ------------- | ----------------- |
| Italie (FIMI)     | Or            | 25 000            |
| Royaume-Uni (BPI) | Or            | 400 000           |

## Source
- (en) Cet article est partiellement ou en totalité issu de l’article de Wikipédia en anglais intitulé « Trouble (Coldplay song) » (voir la liste des auteurs).